# Molly Culver
Molly E. Culver (ur. 18 lipca 1967 w hrabstwie Santa Clara) – amerykańska aktorka telewizyjna i modelka, której przodkami byli Czikasawowie i Czoktawowie, występowała w roli Tashy Dexter w serialu sensacyjnym  V.I.P..

## Życiorys
Urodziła się w hrabstwie Santa Clara w stanie Kalifornia. Jej babka ze strony ojca to pełnokrwista Indianka, a moja matka była Walijką. Jej ojciec był pilotem odrzutowym, dentystą i antropologiem, a jej matka była pielęgniarką. Wychowana w Bay Area ze starszą siostrą i dwoma braćmi. Uczęszczała do Sonora High School w Sonora w Kalifornii.
Po dwóch latach nauki w college’u, w wieku 18 lat podróżowała już po świecie jako modelka. Wkrótce przez sześć miesięcy pracowała w Australii. Przez następne pięć lat pracowała jako modelka, m.in. w Nowym Jorku i Paryżu. Pozowała dla różnych czasopism, w tym dla amerykańskiej i australijskiej edycji Vogue'a.
W 2006 roku wyszła za mąż za kaskadera Claya Cullena. Mają syna Sonny’ego (ur. 2006).

## Filmografia

### Filmy fabularne
- 2002: Wojownicy (Warrior Angels) jako Hunter
- 2009: Contradictions of the Heart (wideo) jako Jennifer
- 2009: To skomplikowane (It's Complicated) jako dziewczyna Adama w śnie
- 2010: The Pack jako Farrell

### Seriale TV
- 1998: Niebieski Pacyfik (Pacific Blue) jako Frances 'Frankie' Deane
- 1998–2002: V.I.P. jako Tasha Dexter
- 2006: Heist jako Rebecca Gordon
- 2006: I Love the '70s: Volume 2 w roli samej siebie
- 2007: Pod osłoną nocy jako sprzątaczka
- 2009: Pushed jako Katherine
- 2014–2015: Zabójcze umysły jako SSA Tia Canning